# Maja Mihalinec
Maja Mihalinec (nacida el 17 de diciembre de 1989) es una velocista eslovena. Compitió en el Campeonato Mundial de Atletismo de 2015, en el Campeonato Mundial de Atletismo en Pista Cubierta de 2016 y en los Juegos Olímpicos 2016. 

## Vida personal
La madre de Mihalinec, Damijana, es un exjugadora y entrenadora de voleibol, y su hermana menor, Katja, jugó voleibol a nivel internacional. Maja también comenzó con el voleibol, pero su maestra de educación física la convenció para que practicara atletismo. Durante un tiempo entrenó en ambos deportes, pero luego eligió correr. Su compañero Luka Zidar es un saltador de altura competitivo.
Mihalinec estudió ciencias sociales en la Universidad de Ljubljana y comunicaciones en la Universidad de Nebraska Omaha. En el 2015, fue nombrada Atleta Femenina del Año por la Federación de Deportes de Eslovenia.

## Marcas más destacadas
| Año                       | Competencia                                       | Lugar de encuentro         | Posición                  | Disciplina                | Resultado                 | Detalles |
| Representando a Eslovenia | Representando a Eslovenia                         | Representando a Eslovenia  | Representando a Eslovenia | Representando a Eslovenia | Representando a Eslovenia | |
| ------------------------- | ------------------------------------------------- | -------------------------- | ------------------------- | ------------------------- | ------------------------- | --- |
| 2005                      | Campeonato Mundial Juvenil                        | Marrakech, Marruecos       | 29                        | 100 м                     | 12,03                     | (en inglés) |
| 2005                      | Campeonato Mundial Juvenil                        | Marrakech, Marruecos       | 18                        | 200 м                     | 24,62 (V)                 | (en inglés) |
| 2005                      | Festival Olímpico de la Juventud Europea          | Lignano Sabbiadoro, Italia | 6 (B)                     | 100 м                     | 12,31 (V)                 | (enlace roto disponible en Internet Archive; véase el historial, la primera versión y la última). (en inglés) y (en italiano) |
| 2005                      | Festival Olímpico de la Juventud Europea          | Lignano Sabbiadoro, Italia | 5                         | 4 x 100 м                 | 47,59                     | (enlace roto disponible en Internet Archive; véase el historial, la primera versión y la última). (en inglés) y (en italiano) |
| 2006                      | Campeonato Mundial Juvenil                        | Pekín, China               | 43                        | 100 м                     | 12,08                     | (en inglés) |
| 2006                      | Campeonato Mundial Juvenil                        | Pekín, China               | –                         | 200 м                     | Descalificada             | (en inglés) |
| 2006                      | Campeonato Mundial Juvenil                        | Pekín, China               | 16                        | 4 x 100 м                 | 46,09                     | (en inglés) |
| 2007                      | Campeonato Europeo Sub-20                         | Hengelo, Países Bajos      | 12                        | 100 м                     | 11,89                     | (en inglés) |
| 2007                      | Campeonato Europeo Sub-20                         | Hengelo, Países Bajos      | 11                        | 4 x 100 м                 | 46,23                     | |
| 2008                      | Campeonato Mundial Sub-20                         | Bydgoszcz, Polonia         | 17                        | 100 м                     | 11,81                     | (en inglés) |
| 2014                      | Campeonato Europeo de Atletismo                   | Zúrich, Suiza              | 25                        | 100 м                     | 11,52                     | (en inglés) |
| 2015                      | Campeonato Europeo de Atletismo en Pista Cubierta | Praga, República Checa     | 16                        | 60 м                      | 7,29                      | (en inglés) |
| 2015                      | Campeonato Mundial de Atletismo                   | Pekín, China               | 32                        | 100 м                     | 11,42                     | (en inglés) |
| 2015                      | Campeonato Mundial de Atletismo                   | Pekín, China               | 19                        | 200 м                     | 23,04                     | (en inglés) |
| 2016                      | Campeonato Mundial de Atletismo en Pista Cubierta | Portland, Estados Unidos   | 20                        | 60 м                      | 7,34                      | (en inglés) |
| 2016                      | Campeonato Europeo de Atletismo                   | Ámsterdam, Países Bajos    | 15                        | 100 м                     | 11,55                     | (en inglés) |
| 2016                      | Campeonato Europeo de Atletismo                   | Ámsterdam, Países Bajos    | 10                        | 200 м                     | 23,17                     | (en inglés) |
| 2016                      | Juegos Olímpicos                                  | Río de Janeiro, Brasil     | 48                        | 200 м                     | 23,38                     | (en inglés) |
| 2019                      | Campeonato Europeo de Atletismo en Pista Cubierta | Glasgow, Reino Unido       | 6                         | 60 m                      | 7,21                      | (en inglés) |
| 2019                      | Juegos Europeos                                   | Minsk, Bielorrusia         | 1                         | 100 m                     | 11,36                     | (enlace roto disponible en Internet Archive; véase el historial, la primera versión y la última). (en inglés) y (en ruso)     |

## Mejores Marcas personales
Al aire libre
- 100 metros - 11,34 (+0,8 m/s, Pitești 2015)
- 200 metros - 23,01 (+0,2 m/s, Ámsterdam 2016)

Pista Cubierta
- 60 metros - 7,21 (Glasgow 2019)
- 200 metros - 23,47 (Viena 2015)